# Violette de Jordan
Viola jordanii
Espèce
Classification phylogénétique
La violette de Jordan (Viola jordanii) est une espèce de plantes à fleurs du genre Viola et de la famille des Violaceae.
Elle est protégée dans les six départements de la région Provence-Alpes-Côte d'Azur.

## Description

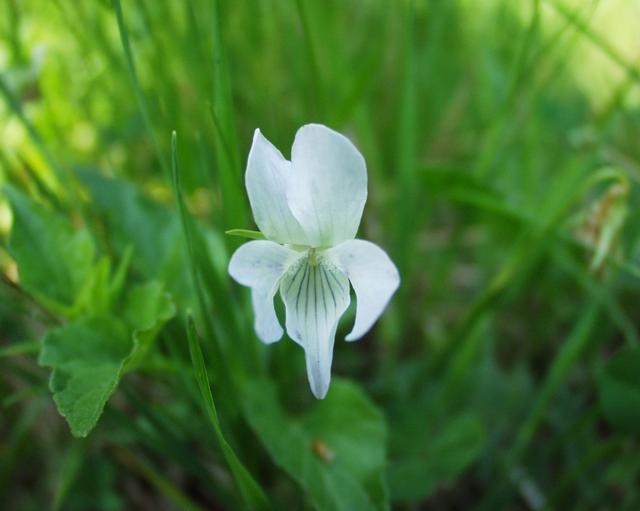
Viola jordanii, fleur.

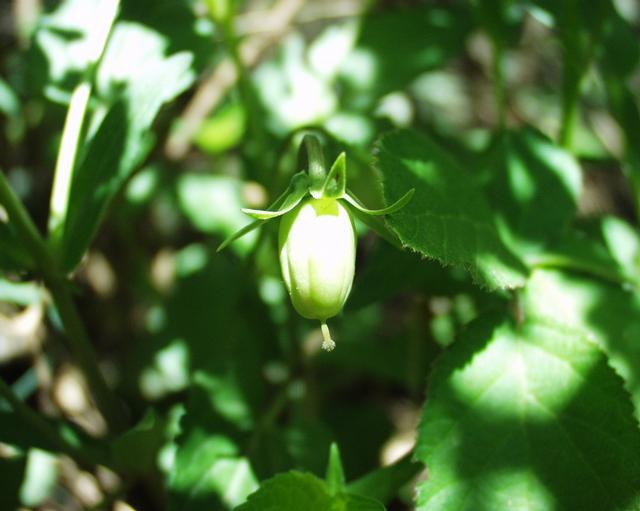
Viola jordanii, bouton.

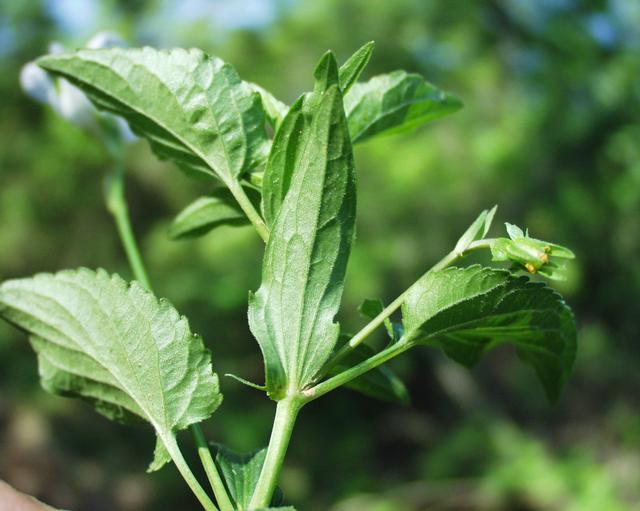
Viola jordanii, feuilles.